# کارستن مایر (شیمی‌دان)
کارستن مایر (انگلیسی: Karsten Meyer؛ زادهٔ ۱۷ مهٔ ۱۹۶۸) شیمی‌دان اهل آلمان است.